# Lazine (arheološko nalazište)
Lazine je arheološko nalazište u Biorinama.

## Opis
Arheološko nalazište Lazine u Biorinama nalazi se sjeverno od poljskog puta koji prolazi kroz krško polje od zaseoka Zelićâ do zaseoka Budimirâ. Riječ je o srednjovjekovnom groblju sa stećcima koje se razvija tijekom 14. i 15. stoljeća na blago povišenom terenu razdijeljenom suhozidom. Zapadno od suhozida nalazi se osam stećaka-sanduka i jedan sljemenjak a istočno od suhozida su četiri stećka-sanduka. Stećci su grublje obrade i neukrašeni. Istočno od suhozida na prostoru gdje se nalaze stećci te u neposrednoj blizini vide se tragovi koji ukazuju na moguće postojanje prapovijesne gomile u prošlosti.

## Zaštita
Pod oznakom Z-6589 zavedeno je kao nepokretno kulturno dobro - pojedinačno, pravna statusa zaštićena kulturnog dobra, klasificirano kao "arheološka baština".